# Vargem Grande Paulista
Vargem Grande Paulista is een gemeente in de Braziliaanse deelstaat São Paulo. De gemeente telt 44.754 inwoners (schatting 2009).

## Aangrenzende gemeenten
De gemeente grenst aan Cotia, Itapevi en São Roque.